# Tryggve Holm

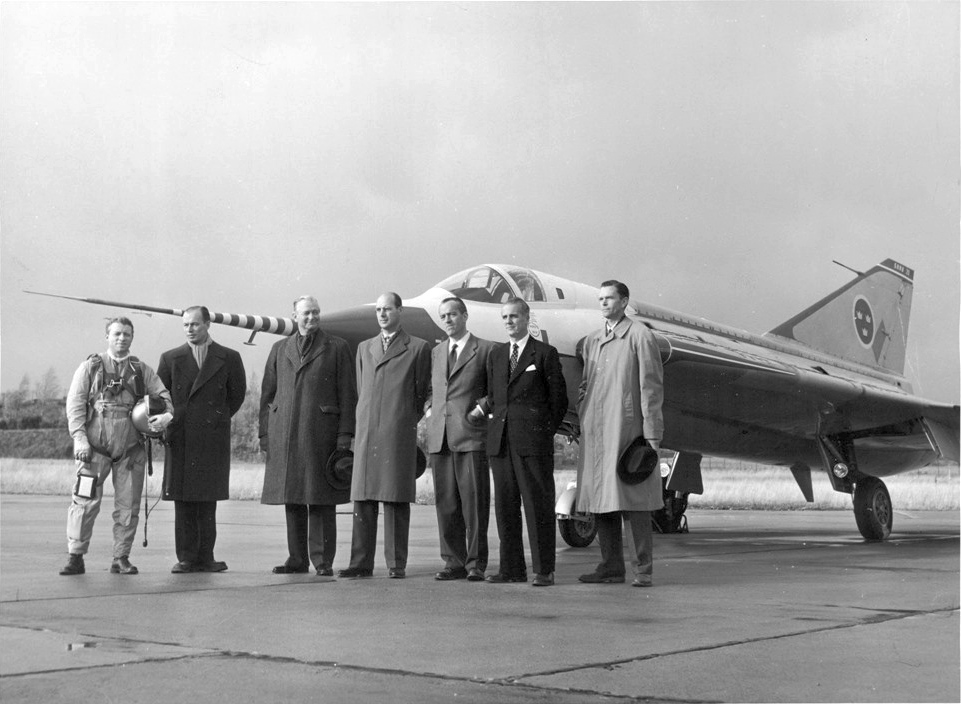
Tryggve Holm (tredje från vänster) framför prototypen av Saab 35 Draken.

Tryggve Holm, född 5 februari 1905 i Kristinehamn, död 18 Oktober 1993 i Linköping, var en svensk industriman, framförallt känd som VD för Saab, Svenska Aeroplan Aktiebolaget, 1950–1967.
Holm växte upp på Bofors bruk. Han tog examen som bergsingenjör vid Kungliga tekniska högskolan 1929. Kort därefter utsågs han av Jernkontoret (svenska stålindustrins branschorganisation) till stipendiat för studier vid Carnegie Institute of Technology och SKF Research Laboratory i USA.
1936–1939 var Holm chef för stålverket vid Bofors AB, 1940–1950 VD för AB Svenska Järnvägsverkstäderna, i Linköping. 1950 ersatte Holm Ragnar Wahrgren som VD för Saab. Under Holms tid som VD tillverkade Saab svenska flygvapnets Saab 29 Tunnan och System 37 Viggen. 1953 inleddes Saabs elektronikproduktion, vilket blev början till stordatorproducenten Datasaab. 1967 ersatte Curt Mileikowsky Holm som VD för Saab. 
Holm var ordförande i Sveriges verkstadsförening 1955–1967 och i SAF, Svenska arbetsgivareföreningen, 1967–1976. År 1986 utnämndes han till teknologie hedersdoktor vid Linköpings universitet.

## Utmärkelser
- Kommendör med stora korset av Nordstjärneorden, 6 juni 1973.[1]